# Kozy (Czarna Dąbrówka)
Kozy (deutsch Kose, früher Cose und Coose; kaschubisch Kozë) ist ein Dorf in der polnischen Woiwodschaft Pommern und gehört zur Gmina Czarna Dąbrówka (Landgemeinde Schwarz Damerkow) im Powiat Bytowski (Bütower Kreis).

## Geographische Lage
Das Dorf liegt in Hinterpommern, etwa 40 Kilometer ostsüdöstlich von Stolp und 33 Kilometer nordöstlich von Bytów (Bütow).

## Geschichte

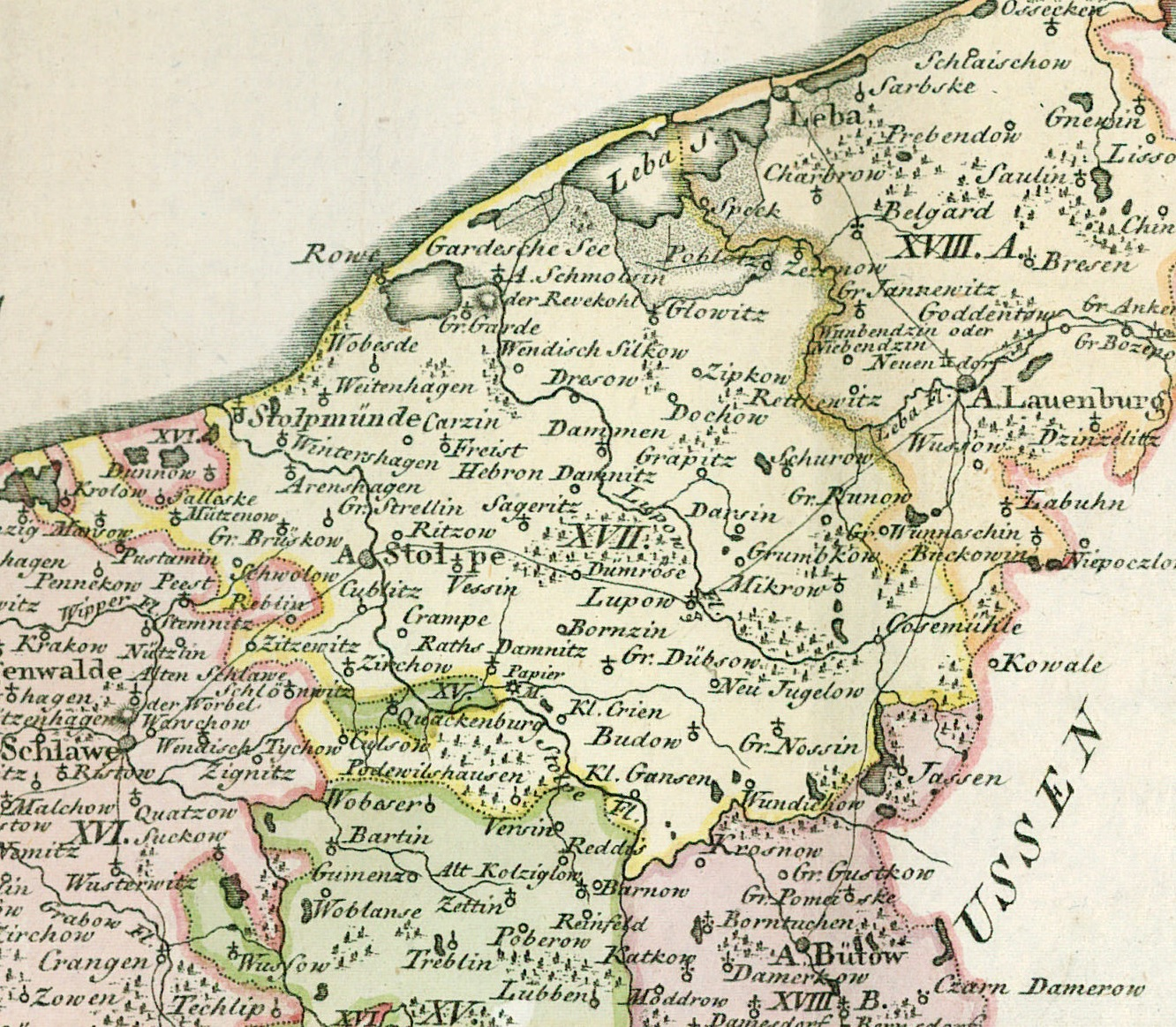
Kosemühl (Cosemühle), an der Lupow, zwischen Lauenburg i. Pom. und Bütow, auf einer Landkarte von 1784

Kosemühl ostsüdöstlich von Stolp (linke Bildhälfte), zwischen Lauenburg i. Pom. und Bütow gelegen, auf einer Landkarte von 1910.

Ältere Ortsbezeichnungen sind Cosa (1301), Kosen (1305) und Kose (1601). Der historischen Dorfform nach ist Kose ein großes Straßendorf. Nach einer alten Urkunde gehörte es 1301 dem Burggrafen Mathäus in Schlawe. 1499 war Kose im Besitz der Familie Pirch. Seit 1685 war es im Besitz der Familie Münchow, der auch Kosemühl und Klein Rakitt gehörten. Im Jahre 1717 wird der Geheime Rat und Kammerpräsident Christian Ernst von Münchow als Eigentümer genannt.
In der zweiten Hälfte des 18. Jahrhunderts gingen Kose, Kosemühl und Klein Rakitt in Konkurs und wurden 1766 bei einer Versteigerung durch Friedrich Wilhelm von Somnitz erworben. Es folgten wechselnde Besitzer, bis 1781 es auf Kaspar Friedrich von Massow überging.
Im Jahre 1782 hatte Kose: ein Vorwerk, sieben Bauernstellen, vier Halbbauern, 13 Kossäten, einen Schulmeister, ein weiteres Bratenkrug genanntes Vorwerk sowie eine Glashütte mit sechs Büdnerwohnungen und einer Holzwärterunterkunft bei insgesamt 54 Haushaltungen.
Ende des 18. Jahrhunderts erwarb der Landrat Leopold Nikolaus Georg von Zitzewitz Kose und Kosemühl mitsamt zahlreichen anderen umliegenden Besitzungen. 1856 kamen Kosemühl und Klein Rakitt an Ernst Benjamin Kratz. Letzter Herr auf Gut Kose war bis 1945 Oberamtmann Max Klatt.
Vor 1945 bildete Kose eine Gemeinde mit eigenem Amts- und Standesamtsbezirk im Landkreis Stolp im Regierungsbezirk Köslin der preußischen Provinz Pommern des Deutschen Reichs. Die Gendarmerie war in Wutzkow, das zuständige Amtsgericht in Lauenburg (Pommern). 1939 zählte Kose 739 Einwohner in 179 Haushaltungen.
Gegen Ende des Zweiten Weltkriegs gingen am 8. März 1945 sämtliche Dorfbewohner geschlossen vor der herannahenden Roten Armee im Treck auf die Flucht. Ziel war zunächst Langeböse, doch wurde der Treck in den Landkreis Lauenburg umgeleitet und kam über Roslasin und Lanz bis nach Schweslin, wo ihn die Rote Armee überrollte, die mehrere Dorfbewohner erschoss. Das Dorf Kose selbst wurde bereits am 9. März 1945 von der Roten Armee besetzt. Nach Beendigung der Kampfhandlungen wurde die Region zusammen mit ganz Hinterpommern seitens der sowjetischen Besatzungsmacht der Volksrepublik Polen zur Verwaltung überlassen. Kose wurde unter der polonisierten Ortsbezeichnung ‚Kozy‘ verwaltet. Der Roten Armee folgten unmittelbar polnische Bürger und ostpreußische Flüchtlinge; als die Dorfbewohner von ihrem Treck nach Kose zurückkamen, waren sie bereits von den Polen ihres Besitzes beraubt. Die Kriegs- und Vertreibungsverluste der Gemeinde Kose betragen 34 Gefallene, 11 Ziviltote und 114 Vermisste. Bis zum 29. Juni 1947 wurden dann alle deutschen Einwohner vertrieben. Einige Flüchtlinge aus Ostpreußen, unter anderem der Gutsverwalter Johannes Trzeczak blieben bis März 1958.
Später wurden in der Bundesrepublik Deutschland 339 und in der DDR 171 aus Kose vertriebene Dorfbewohner ermittelt.
Der Ort ist heute ein Ortsteil der Gmina Czarna Dąbrówka im Powiat Bytowski in der Woiwodschaft Pommern. Heute sind hier 387 Einwohner registriert.

### Ortsgliederung bis 1945
Zur Gemeinde Kose gehörten vor 1945 neben dem Dorf Kose selbst die Wohnplätze:
| - Alexanderhof - Eichenfelde - Helenenhof-Bahnhof - Helenenhof-Gut | - Kosemühl, mit Gloddow - Kutusow (1938–1945 Priemfelde) - Landhof |

### Kosemühl
Das erst spät nach Kose eingemeindete Kosemühl hat weitgehend das Schicksal von Kose geteilt. Im Lupowtal an der Mündung des Flusses Buckowin in die Lupow gelegen, hatte es um 1782 bereits ein Vorwerk, eine Kornmühle, eine Schneidemühle, einen Krug, eine  Schmiede und eine Holzwärterwohnung. Letzter Eigentümer des Gutes Kosemühl und Klein Rakitt war bis 1945 die Handelsgesellschaft F. A. Schlieker in Dülmen in Westfalen.
Der stillgelegte Bahnhof Helenenhof, der seinen Namen vom zum Gut gehörenden Vorwerk hatte, ist heute nicht mehr vorhanden. Monumentale Bauwerke dieser Bahnstrecke sind als Ruinen zu besichtigen.

### Gloddow
Gloddow war seit 1900 in die Gutsgemeinde Kosemühl eingemeindet. Das Dorf war alter Puttkamerscher Lehnsbesitz, der bis zum 18. Jahrhundert im Familienbesitz blieb.
Der erstgenannte Besitzer von Gloddow nach  ist Peter Jürgen von Puttkamer, der das Gut seinem Sohn, Barthold Richard übereignet. Nach dessen Tod 1731 erwarb es Oberstleutnant Christian Gneomar von Puttkamer. Nach dessen Tod verkaufte 1780 sein Sohn August Christian Ludwig von Puttkamer das Gut Gloddow, zusammen mit den Gütern Groß Nossin (a) und (b), Jerskewitz (c) und Saviat, an den Hauptmann Michael Stanislaus von Zeromski.
Um 1782 hatte das Vorwerk Gloddow zwei Kossäten und einen Holzwärterkaten bei insgesamt 4 Feuerstellen. Zusammen mit Kosemühl kam Gloddow an die Handelsgesellschaft F. A. Schlieker in Dülmen.

## Kirche

### Dorfkapelle Kosemühl
In Kose selbst stand lange Zeit keine Kirche. Kirchort der evangelischen Einwohner war Kosemühl, wo ein schlichtes Fachwerkgotteshaus stand. Es wurde am 15. September 1746 eingeweiht, errichtet von dem Kammerpräsidenten Christian Ernst von Münchow. Ein holzgeschnitztes und bemaltes Wappen an der Orgelempore stammte aus der Zeit um 1800. Auf ihm war der preußische Adler als Schildhalter zu sehen.
Im Jahr 1945 wurde die evangelische Kapelle von der polnischen Administration zugunsten der polnischen katholischen Kirche zwangsenteignet und vom polnischen Klerus ‚neu geweiht‘.

### Kirchspiel bis 1945
Vor 1945 war die überwiegende Zahl der Einwohner von Kose evangelischer Konfession. Im Jahre 1925 gab es lediglich 59 Bewohner katholischen Bekenntnisses (6,6 %), die von Lauenburg (Pommern) aus betreut und für die 1931 eine eigene Kirche geweiht wurde.
Kose gehörte mitsamt seinen Ortschaften zum evangelischen Kirchspiel Mickrow, doch galt Kosemühl auch seit 1913 als selbständige Kirchengemeinde innerhalb des Kirchspiels. Die Parochie zählte 1940 insgesamt 2499 Gemeindeglieder, von denen 1021 zur Kirchengemeinde Kosemühl gehörten. Sie war in den Kirchenkreis Stolp-Altstadt im Ostsprengel der Kirchenprovinz Pommern der Kirche der Altpreußischen Union integriert. Letzter deutscher Geistlicher war Pfarrer Gustav Oehrn.
Das katholische Kirchspiel war in Stolp.

### Polnisches Kirchspiel seit 1945
Die seit 1945 und Vertreibung der einheimischen Dorfbewohner anwesende polnische Einwohnerschaft ist überwiegend katholisch. Sie gehört zur katholischen Pfarrei Mikorowo (Mickrow) im Dekanat Łupawa (Lupow) im Bistum Pelplin der Katholischen Kirche in Polen.
Hier lebende evangelische Polen gehören zum Pfarramt der Kreuzkirchengemeinde in Stolp in der Diözese Pommern-Großpolen der Evangelisch-Augsburgischen Kirche in Polen. Filial-Kirchort ist Lębork (Lauenburg (Pommern)).

## Schule
Die Volksschule in Kose war 1932 dreistufig. Hier unterrichteten zwei Lehrer 125 Schulkinder. Ein Teil der Koser Kinder besuchte die Schule in Klein Rakitt (Rokitki), die Kinder aus Kotusow bzw. Priemfelde (Kotuszewo) gingen nach Ludwigshof (Łabędzin) im Landkreis Lauenburg. Letzter deutscher Lehrer in Kose vor 1945 war Werner Conrad.

## Verkehr
Der Ort liegt an einer Nebenstraße, die von Kozin (Kosemühl) an der Woiwodschaftsstraße 212 (ehemalige deutsche Reichsstraße 158) über Mikorowo (Mickrow) nach Chlewnica (Karlshöhe) an der Landesstraße 6 (ehemalige deutsche Reichsstraße 2, heute auch Europastraße 28) führt.
Die nächste Bahnstation ist Potęgowo (Pottangow) an der Bahnstrecke Danzig–Stargard. Bis 1945 war Helenenhof (Kostroga) die nächste Bahnstation an der heute weitgehend stillgelegten Bahnstrecke Lauenburg–Bütow.